# Birgit Clarius
Birgit Clarius (Gießen, 18 maart 1965) is een atleet uit Duitsland.

Op de Olympische Zomerspelen van Barcelona in 1992 nam Clarius deel aan het onderdeel zevenkamp. Ze eindigde als zevende.
Op de Wereldkampioenschappen atletiek 1993 behaalde ze een zilveren medaille.
Op de Wereldkampioenschappen indooratletiek 1993 was de zevenkamp een demonstratiesport, en werd Clarius derde.
Clarius was een fervent tegenstander van dopinggebruik.

## Privé
De vader van Birgit Clarius was een bekende handbalspeler Volker Clarius, die ook aan verspringen en tienkamp deed. Haar zus Astrid Clarius nam op nationaal niveau deel aan de 200 meter en 400 meter.
- World Athletics: 14357112